# Tadeusz Strugała (duchowny)

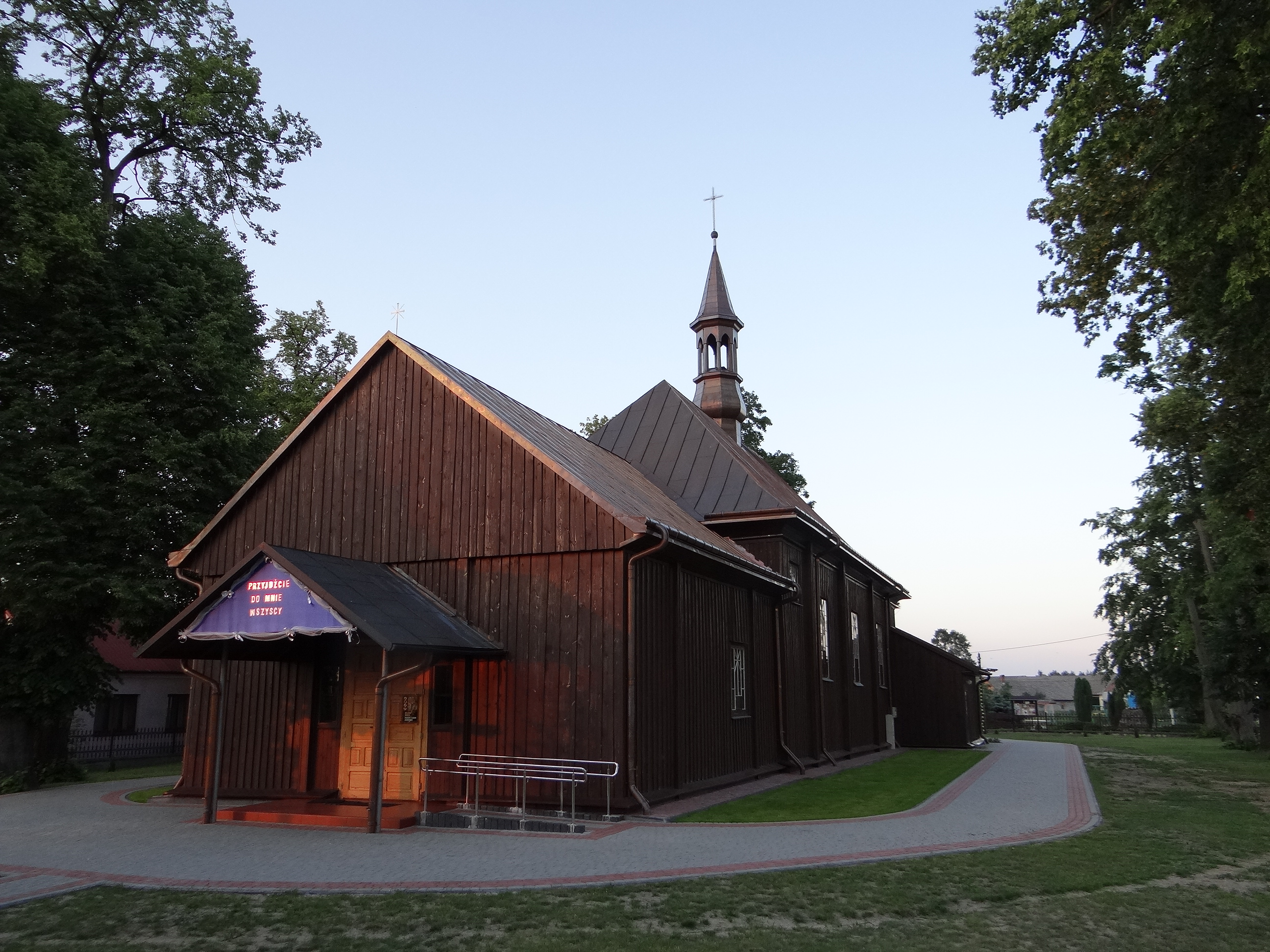
Kościół św. Marii Magdaleny w Kurzynie Średniej, wzniesiony w latach 1816–1818

Tadeusz Strugała (ur. 28 października 1956 w Bączalu Dolnym) – polski duchowny rzymskokatolicki, członek rady kapłańskiej diecezji sandomierskiej, od 1999 proboszcz w Kurzynie Średniej, od 2009 kanonik honorowy Kapituły Konkatedralnej w Stalowej Woli, dekanalny duszpasterz rodzin i strażaków ochotników zrzeszonych w OSP; społecznik.

## Życiorys

### Młodość
Urodził się 28 października 1956 roku w Bączalu Dolnym, jako syn Józefy i Władysława. Uczęszczał do Szkoły Podstawowej w rodzinnej miejscowości, a następnie do Zasadniczej Szkoły Zawodowej w Jaśle, po ukończeniu której podjął dalszą naukę w Liceum Ogólnokształcącym w Bieczu. W okresie szkolnym, jako ministrant, posługiwał w parafii św. Mikołaja i Imienia Maryi w Bączalu Dolnym. Po zdanym egzaminie maturalnym wstąpił do Wyższego Seminarium Duchownego w Przemyślu, będąc kolegą kursowym m.in. ks. prof dra hab. Stanisława Nabywańca. W 1983 uzyskał tytuł magistra teologii i 29 czerwca przyjął święcenia kapłańskie z rąk ówczesnego biskupa diecezjalnego przemyskiego Ignacego Tokarczuka. 4 lipca tegoż samego roku odprawił mszę świętą prymicyjną w kościele pw. Imienia Maryi w Bączalu Dolnym, w trakcie której jubileusz 50-lecia kapłaństwa obchodził także ksiądz prałat Stanisław Czerniec.

### Posługa duszpasterska
Niedługo po święceniach jako wikariusz podjął posługę duszpasterską w Markowej. Następnie od 1985 roku w parafii kolegiackiej w Jarosławiu u boku ks. dra Bronisława Fili, Wysokiej Strzyżowskiej, Niechobrzu, Sokołowie Małopolskim i Nowej Dębie – parafia Matki Bożej Królowej Polski. Kolejnymi placówkami były wspólnoty parafialne w Ostrowcu Świętokrzyskim – Matki Odkupiciela oraz na krótko sanktuarium św. Józefa w Nisku. Po reorganizacji podziału administracyjnego Kościoła katolickiego w Polsce ogłoszonej 25 marca 1992 przez Jana Pawła II bullą papieską Totus tuus Poloniae populus został inkardynowany do pracy w diecezji sandomierskiej.
W 1999 został mianowany proboszczem parafii św. Marii Magdaleny w Kurzynie Średniej zastępując na tym stanowisku ks. Jana Kądziołkę. W trakcie swojej posługi w Kurzynie Średniej jako kapelan strażaków w gminie Ulanów podjął się opieki nad miejscowymi jednostkami Ochotniczej Straży Pożarnej. Jest jednocześnie Członkiem Prezydium Miejsko-Gminnego ZOSP RP w Ulanowie. Troszczy się o przywrócenie dawnej świetności drewnianego kościoła parafialnego wzniesionego w latach 1816–1818 i renowację zabytkowego wyposażenia ruchomego. Jest inicjatorem powstania Katolickiego Centrum Pomocy Rodzinie, róż Żywego Różańca, chóru parafialnego i kilku innych grup modlitewnych. Pełni wiele funkcji w strukturze diecezjalnej, w tym: członka rady kapłańskiej diecezji sandomierskiej (z nominacji) i duszpasterza rodzin dekanatu ulanowskiego.

### Godności i odznaczenia
W 2009 roku w ramach uznania licznych zasług dla Kościoła diecezjalnego został obdarzony przez biskupa Andrzeja Dzięgę godnością kanonika honorowego kapituły przy bazylice konkatedralnej w Stalowej Woli.